# Ivana III., kraljica Navare
Ivana III. od Navare (baskijski: Joana III.a Albretekoa, francuski: Jeanne d' Albret, španjolski:Juana III de Navarra) bila je kraljica Donje Navare (1555. – 1572.), iz dinastije Albret.
Rođena je 16. studenog 1528., u gradu Pau, kao prvo dijete cara Henrika II od Navare i Margarite od Navare. U djetinjstvu je bila vrlo neozbiljna, smjela, tvrdoglava i nepopustiva. Kao kraljica je bila niska, krhka i uspravna. Lice joj je bilo usko, usne tanke, a oči hladne i bezizražajne. Bila je vrlo inteligentna, stroga, oštra, a u govoru sarkastična. Nakon prvog propalog braka s vojvodom Vilimom, udala se 1548. za Antonija od Navare. Nakon smrti Ivaninog oca, ona je naslijedila tron. Državna vjera u njezino vladarsko doba bio je kalvinizam.
Umrla je 9. lipnja 1572, i time je završeno doba njene vladavine. Naslijedio ju je njen sin Henrik IV.

## Titule

### Pri rođenju
- kraljica Navare (1555. – 1572.)
- vojvotkinja od Albreta (1555. – 1572.)
- grofica Limogesa (1555. – 1572.)
- grofica Foixa (1555. – 1572.)
- grofica Armagnaca (1555. – 1572.)
- grofica Bigorrea (1555. – 1572.)
- grofica Périgorda (1555. – 1572.)
- sukneginja Andore (1555. – 1572.)

### Brakom
- vojvotkinja Jülich-Cleves-Berga (1541. – 1545.)
- vojvotkinja Vendômea (1550. – 1562.)
- vojvotkinja Beaumonta (1550. – 1562.)
- vojvotkinja Marlea (1548. – 1562.)
- vojvotkinja La Fèrea (1548. – 1562.)
- vojvotkinja Soissonsa (1550. – 1562.)

## Brak i djeca
Godine 1541. Ivana se udala za Vilima, vojvodom od Jülich-Berg-Ravensberg-Kleve-Marka, a brak je poništen 1545., bez djece.
20. listopada 1548. se udala za Antuna Burbonskog (Antoinea de Bourbona) s kojim je imala djecu:
- Henrik, vojvoda od Beaumonta (1551. – 1553.)
- Henrik III., kralj Navare koji je postao kralj Francuske kao Henrik IV.   (13 prosinca   1553. – 14. svibnja 1610.)
- Ljudevit-Karlo, grof Marlea (1555. – 1557.)
- Magdalena Burbonska (1556)
- Katarina Burbonska (7. veljače 1559. – 13. veljače 1604.), znana i kao Katarina Navarska, koja je postala grofica Lorene kad se udala za Henrika I., vojvodu od Lotargije (Lorene) godine 1599.